# Saison 2016 de la Super League
Navigation
Édition précédente Édition suivante
La Saison 2016 de la Super League (connu pour des raisons de partenariats comme la First Utility Super League XXI) est la vingt-et-unième saison de cette compétition depuis que celle-ci a été créée en 1996. Douze équipes joueront 23 journées de championnat (phase régulière), les huit meilleures d'entre elles seront qualifiées pour un mini-championnat appelé "Super 8 Play Offs" dont les quatre premiers sont qualifiés pour les demi-finales dans le but de se qualifier pour la grande finale et pouvoir gagner le trophée de la Super League. Les quatre derniers disputeront un mini-championnat appelés "Super 8 Qualifiers" avec les quatre meilleures équipes de la Championship. Le coup d'envoi officiel de la saison est le 4 février 2016. La finale a lieu le 8 octobre 2016 à Old Trafford à Manchester et voit la victoire des Warriors de Wigan 12-6 contre les Wolves de Warrington.

## Équipes
La Super League 2016 est la deuxième saison de Super League depuis 2008 avec la mise en place d'un système de relégation et de promotion avec la Championship. Dans cette optique, la Super League est réduite à douze équipes (contre quatorze les années précédentes).
Onze des équipes sont dans le Nord de l'Angleterre, et une seule est située en France avec les Dragons Catalans à Perpignan.
| Club                       | Classement en 2015         | Entraîneur(s)               | Stade                           | Capacité |
| -------------------------- | -------------------------- | --------------------------- | ------------------------------- | -------- |
| Castleford Tigers          | 5e (Super 8's)             | Daryl Powell                | The Mend-O-Hose Jungle          | 11 750   |
| Dragons Catalans           | 7e (Super 8's)             | Laurent Frayssinous         | Stade Gilbert Brutus            | 14 000   |
| Huddersfield Giants        | Demi-finaliste (Super 8's) | Paul Anderson               | John Smith's Stadium            | 24 544   |
| Hull FC                    | 8e (Super 8's)             | Lee Radford                 | Kingston Communications Stadium | 25 404   |
| Hull KR                    | 1er (Qualifiers)           | Chris Chester James Webster | KC Lightstream Stadium          | 12 225   |
| Leeds Rhinos               | Champion (Super 8's)       | Brian McDermott             | Headingley Rugby Stadium        | 22 250   |
| Salford Red Devils         | 3e(Qualifiers)             | Ian Watson                  | AJ Bell Stadium                 | 12 000   |
| St Helens RLFC             | Demi-finaliste(Super 8's)  | Keiron Cunningham           | Langtree Park                   | 18 000   |
| Wakefield Trinity Wildcats | 4e(Qualifiers)             | Brian Smith Chris Chester   | Rapid Solicitors Stadium        | 11 000   |
| Warrington Wolves          | 6e(Super 8's)              | Tony Smith                  | Halliwell Jones Stadium         | 15 500   |
| Widnes Vikings             | 2e(Qualifiers)             | Denis Betts                 | The Select Security Stadium     | 13 500   |
| Wigan Warriors             | Finaliste(Super 8's)       | Shaun Wane                  | DW Stadium                      | 25 138   |

## Déroulement de la compétition
Pour la deuxième année consécutive, la Rugby Football League (instance gérant les compétitions de rugby à XIII en Angleterre) maintient la même formule avec un championnat en deux phases. La première voit les douze équipes se rencontrer par match aller et retour plus la rencontre du Magic week-end qui se déroule le 21 mai 2016 et 22 mai 2016 au St James' Park de Newcastle upon Tyne. Toutes les équipes disputent un total de vingt-trois matchs. À l'issue de cette première phase, les clubs classés de la première à la huitième place sont qualifés dans le Super 8; les autres le play-down (The Qualifiers).
En Super 8, tous les clubs gardent les points acquis lors de la première phase. Cette dernière se joue par simple confrontation. Au terme des sept rencontres, les quatre premiers sont qualifiés pour les demi-finales de la Super League.
La phase The Qualifiers s'adresse aux clubs classés entre la neuvième et douzième place de la phase préliminaire. Ces équipes-là retrouvent les quatre premiers du Championship (deuxième niveau). Cette phase se dispute aussi par simple confrontation (sept matchs aussi). Au terme de cette deuxième phase, les trois premiers se maintiennent en Super League, le quatrième et le cinquième s'affronte dans une confrontation pour déterminer le quatrième club qui se maintient, les trois derniers et le vaincu de ce match de maintien descendent en Championship.

## Résultats

### Classement de la phase régulière
| Rang | Franchise           | J  | V  | N | D  | Pm  | Pe  | Diff | Pts |
| ---- | ------------------- | -- | -- | - | -- | --- | --- | ---- | --- |
| 1    | Hull FC             | 23 | 17 | 0 | 6  | 605 | 465 | +140 | 34  |
| 2    | Warrington Wolves   | 23 | 16 | 1 | 6  | 675 | 425 | +250 | 33  |
| 3    | Wigan Warriors      | 23 | 16 | 0 | 7  | 455 | 440 | +15  | 32  |
| 4    | St Helens RLFC      | 23 | 14 | 0 | 9  | 573 | 536 | +37  | 28  |
| 5    | Dragons catalans    | 23 | 13 | 0 | 10 | 593 | 505 | +88  | 26  |
| 6    | Castleford Tigers   | 23 | 10 | 1 | 12 | 617 | 640 | -23  | 21  |
| 7    | Widnes Vikings      | 23 | 10 | 0 | 13 | 499 | 474 | +25  | 20  |
| 8    | Wakefield Wildcats  | 23 | 10 | 0 | 13 | 485 | 654 | -169 | 20  |
| 9    | Leeds Rhinos        | 23 | 8  | 0 | 15 | 404 | 576 | -172 | 16  |
| 10   | Salford Red Devils  | 23 | 10 | 0 | 13 | 560 | 569 | -9   | 14  |
| 11   | Hull KR             | 23 | 6  | 2 | 15 | 486 | 610 | -124 | 14  |
| 12   | Huddersfield Giants | 23 | 6  | 0 | 17 | 511 | 569 | -58  | 12  |

|  | Qualifié pour le Super 8 Play Offs.  |
|  | Qualifié pour le Super 8 Qualifiers. |

Attribution des points : deux points sont attribués pour une victoire, un point pour un match nul, aucun point en cas de défaite.

Salford a un retrait de six points pour des raisons financières.

### Classement du Super 8 Play Offs
Les équipes conservent les points acquis lors de la première phase et se rencontrent entre elles à une unique reprise. Les quatre premiers après les trente matchs sont qualifiés en demi-finale.
| Rang | Franchise          | J  | V  | N | D  | Pm  | Pe  | Diff | Pts |
| ---- | ------------------ | -- | -- | - | -- | --- | --- | ---- | --- |
| 1    | Warrington Wolves  | 30 | 21 | 1 | 8  | 852 | 541 | +311 | 43  |
| 2    | Wigan Warriors     | 30 | 21 | 0 | 9  | 669 | 560 | +109 | 42  |
| 3    | Hull FC            | 30 | 20 | 0 | 10 | 749 | 579 | +170 | 40  |
| 4    | St Helens RLFC     | 30 | 20 | 0 | 10 | 756 | 641 | +115 | 40  |
| 5    | Castleford Tigers  | 30 | 15 | 1 | 14 | 830 | 808 | +22  | 31  |
| 6    | Dragons catalans   | 30 | 15 | 0 | 15 | 723 | 716 | +7   | 30  |
| 7    | Widnes Vikings     | 30 | 12 | 0 | 18 | 603 | 643 | -40  | 24  |
| 8    | Wakefield Wildcats | 30 | 10 | 0 | 20 | 571 | 902 | -331 | 20  |

|  | Qualifié pour les demi-finales. |
|  | Éliminé.                        |

### Phase finale
|  | Demi-finales             | Demi-finales             |                |    | Finale                  | Finale                  |
|  | Demi-finales             | Demi-finales             |                |    | Finale                  | Finale                  |
|  |                          |                          |                |    |                         |                         |
|  | 29 septembre, Warrington | 29 septembre, Warrington |                |    | 8 octobre, Old Trafford | 8 octobre, Old Trafford |
|  | 29 septembre, Warrington | 29 septembre, Warrington |                |    | 8 octobre, Old Trafford | 8 octobre, Old Trafford |
|  | Warrington Wolves        | 18                       |                |    | 8 octobre, Old Trafford | 8 octobre, Old Trafford |
|  | Warrington Wolves        | 18                       |                |    | 8 octobre, Old Trafford | 8 octobre, Old Trafford |
|  | St Helens RLFC           | 10                       |                |    | 8 octobre, Old Trafford | 8 octobre, Old Trafford |
|  | St Helens RLFC           | 10                       | Wigan Warriors | 12 |                         |                         |
|  | 30 septembre, Wigan      |                          | Wigan Warriors | 12 |                         |                         |
|  |                          | Warrington Wolves        | 6              |    |                         |                         |
|  | Wigan Warriors           | Warrington Wolves        | 6              | 28 |                         |                         |
|  | Wigan Warriors           |                          |                | 28 |                         |                         |
|  | Hull FC                  | 18                       |                |    |                         |                         |
|  | Hull FC                  | 18                       |                |    |                         |                         |

### Classement du Super 8 Qualifiers
Pour les autres derniers de la première phase, les compteurs sont remis à zéro et ils affrontent les quatre premiers de la Championship (second échelon) à une reprise. Les trois premiers sont qualifiés pour la Super League 2017, le quatrième et le cinquième se rencontre dans un match unique appelé « Million Pound Game » pour le quatrième ticket pour la Super League.
| Rang | Franchise           | J | V | N | D | Pm  | Pe  | Diff | Pts |
| ---- | ------------------- | - | - | - | - | --- | --- | ---- | --- |
| 1    | Leeds Rhinos        | 7 | 6 | 0 | 1 | 239 | 94  | +145 | 12  |
| 2    | Leigh Centurions    | 7 | 6 | 0 | 1 | 223 | 193 | +30  | 12  |
| 3    | Huddersfield Giants | 7 | 5 | 0 | 2 | 257 | 166 | +91  | 10  |
| 4    | Hull KR             | 7 | 4 | 0 | 3 | 235 | 142 | +93  | 8   |
| 5    | Salford Red Devils  | 7 | 3 | 0 | 4 | 208 | 152 | +56  | 6   |
| 6    | London Broncos      | 7 | 3 | 0 | 4 | 221 | 212 | +9   | 6   |
| 7    | Batley Bulldogs     | 7 | 1 | 0 | 6 | 111 | 318 | -207 | 2   |
| 8    | Featherstone Rovers | 7 | 0 | 0 | 7 | 96  | 313 | -217 | 0   |

|  | Promu en Super League 2017.        |
|  | Barrage pour la Super League 2017. |
|  | Relégué en Championship 2017.      |

#### Million Pound Game
| Million Pound Game |         |         |                    |                  |                     |              |       |
| F                  | Hull KR | 18 – 19 | Salford Red Devils | 1er octobre 2016 | Lightstream Stadium | Phil Bentham | 6 562 |

### Statistiques

#### Meilleur réalisateur
| Rang | Joueur        | Club                       | Poste            | Points | Essais | Goals | Drops |
| ---- | ------------- | -------------------------- | ---------------- | ------ | ------ | ----- | ----- |
| 1    | Luke Gale     | Castleford Tigers          | Demi de mêlée    | 262    | 6      | 118   | 2     |
| 2    | Marc Sneyd    | Hull FC                    | Demi de mêlée    | 241    | 4      | 110   | 5     |
| 3    | Kurt Gidley   | Warrington Wolves          | Arrière          | 202    | 7      | 87    | 0     |
| 4    | Matthew Smith | Wigan Warriors             | Demi de mêlée    | 186    | 5      | 83    | 0     |
| 5    | Liam Finn     | Wakefield Trinity Wildcats | Demi d'ouverture | 174    | 2      | 83    | 0     |
| 5    | Pat Richards  | Dragons Catalans           | Ailier           | 174    | 9      | 69    | 0     |

#### Meilleur marqueur
| Rang | Joueur              | Club                | Poste          | Essais |
| ---- | ------------------- | ------------------- | -------------- | ------ |
| 1    | Denny Solomona      | Castleford Tigers   | Ailier         | 40     |
| 2    | Corey Thompson      | Widnes Vikings      | Centre         | 27     |
| 3    | Jodie Broughton     | Dragons Catalans    | Ailier         | 19     |
| 3    | Josh Charnley       | Wigan Warriors      | Centre         | 19     |
| 5    | Ryan Atkins         | Warrington Wolves   | Centre         | 17     |
| 5    | Ben Currie          | Warrington Wolves   | Deuxième ligne | 17     |
| 5    | Jermaine McGillvary | Huddersfield Giants | Centre         | 17     |
| 5    | Adam Swift          | St Helens RLFC      | Ailier         | 19     |

## Trophées de fin de saison
Les trophées sont remis aux joueurs et aux clubs la semaine précédant la finale.
- Man of Steel : Danny Houghton -  Hull FC
- Entraîneur de l'année : Lee Radford - Hull FC
- Club de l'année : Hull FC
- Jeune joueur de l'année : Tom Johnstone -  Wakefield Trinity Wildcats
- Meilleur marqueur de points : Marc Sneyd - Hull FC
- Meilleur marqueur d'essais : Denny Solomona (40) - Castleford Tigers

### Dream Team
La sélection« Dream team » concerne cette saison 2016 neuf nouveaux joueurs effectuant leur première apparition dans cette sélection.
|    | Joueur           | Equipe            | Apparition |
| -- | ---------------- | ----------------- | ---------- |
| 1  | Jamie Shaul      | Hull FC           | 1          |
| 2  | Denny Solomona   | Castleford Tigers | 1          |
| 3  | Ryan Atkins      | Warrington Wolves | 2          |
| 4  | Mahe Fonua       | Hull FC           | 1          |
| 5  | Dominic Manfredi | Wigan Warriors    | 1          |
| 6  | Kurt Gidley      | Warrington Wolves | 1          |
| 7  | Luke Gale        | Castleford Tigers | 2          |
| 8  | Christopher Hill | Warrington Wolves | 3          |
| 9  | Danny Houghton   | Hull FC           | 1          |
| 10 | Scott Taylor     | Hull FC           | 1          |
| 11 | Ben Currie       | Warrington Wolves | 1          |
| 12 | Mark Minichiello | Hull FC           | 1          |
| 13 | Gareth Ellis     | Hull FC           | 5          |

## Médias
En France, BeIn Sport dispose d'un contrat de trois ans pour diffuser notamment l'unique franchise française les Dragons Catalans. Deux matchs par journée sont retransmis par la chaîne. Elle diffuse également la National Rugby League.